# Platyrrhinus nigellus
Platyrrhinus nigellus — вид родини листконосові (Phyllostomidae), ссавець ряду лиликоподібні (Vespertilioniformes, seu Chiroptera).

## Середовище проживання
країни проживання: Болівія, Колумбія, Еквадор, Перу, Венесуела. Цей вид зустрічається вздовж Анд. 

## Звички
В основному плодоїдний і, ймовірно, живе під пальмами.

## Загрози та охорона
Тендітна екосистема на східних схилах Анд - область, де відбуваються швидкі перетворення середовища. Живе в захищених областях - однак, області, що оточують ці області швидко замінюються сільським господарством.